# 岩井証券
岩井証券株式会社（いわいしょうけん、英: Iwai Securities Co., Ltd.）は、大阪府大阪市中央区北浜に本社を置いていた証券会社である。岩井コスモホールディングスの完全子会社。

## 概要
2004年（平成16年）に新装した大阪証券取引所の最上階に本店の営業店舗を有する（空中店舗）。その他、近畿地区に対面店舗数箇所を、また全国各地にネット取引・電話（コールセンター）取引の拠点を有する。
国内企業としては初めて、取締役会を従業員が傍聴できる制度を導入するなど、経営の透明性が比較的高いのが特徴である。

## 沿革

### 旧・岩井証券（現・岩井コスモHD）
- 分社化以前は岩井コスモホールディングスを参照
- 2010年（平成22年）4月15日　コスモ証券を買収すると発表。全株式を取得し、金額は170億円
- 2010年（平成22年）4月16日　株式譲渡が行われ、コスモ証券を完全子会社化。営業収益、預かり資産ともコスモ証券は岩井証券の約3倍の規模があり、小が大を買収する形となった。預かり資産は1兆8071億円で、マネックス証券を抜き、業界11位に躍り出た
- 2010年（平成22年）7月1日　（旧）岩井証券が証券事業について会社分割を行い、岩井証券設立準備株式会社（現岩井証券株式会社）に承継させる。（旧）岩井証券は、岩井コスモホールディングスに商号変更して、金融持株会社化。

### 現・岩井証券
- 2010年（平成22年）4月16日 岩井証券設立準備株式会社として設立。
- 2010年（平成22年）7月1日　旧岩井証券（現・岩井コスモホールディングス）の証券事業を吸収分割し、岩井証券株式会社に商号変更。
- 2012年（平成24年）5月1日 - コスモ証券に吸収合併され、岩井コスモ証券株式会社となる[1]。(存続社・コスモ証券）